# Лејк Баркрофт (Вирџинија)
Лејк Баркрофт (енгл. Lake Barcroft) насељено је место без административног статуса у америчкој савезној држави Вирџинија.

## Демографија
По попису из 2010. године број становника је 9.558, што је 652 (7,3%) становника више него 2000. године.
| Група             | 2000.         | 2010.         |
| Белци             | 5.993 (67,3%) | 5.831 (61,0%) |
| Афроамериканци    | 438 (4,9%)    | 496 (5,2%)    |
| Азијати           | 854 (9,6%)    | 1.100 (11,5%) |
| Хиспаноамериканци | 1.311 (14,7%) | 1.797 (18,8%) |
| Укупно            | 8.906         | 9.558         |